# Orobittacus obscurus
Orobittacus obscurus är en näbbsländeart som beskrevs av Darío Villegas och George W. Byers 1982. Orobittacus obscurus ingår i släktet Orobittacus och familjen styltsländor. Inga underarter finns listade i Catalogue of Life.